# Zmaj Njegova Veličanstva
Zmaj njegova veličanstva (eng. His Majesty's Dragon), u Ujedinjenom Kraljevstvu objavljen pod nazivom Temeraire, prvi je roman u alternativno povijesnom/fantastičnom serijalu Temeraire američke autorice Naomi Novik, prvi puta objavljen u Hrvatskoj 2010. godine.
Roman je 2007. godine osvojio nagradu Compton Crook za najbolji roman u žanru znanstvene fantastike/fantastike te je nominiran za nagradu Hugo za najbolji roman 2007.
Peter Jackson, redatelj Gospodara Prstenova i King Konga, rekao je da će režirati filmsku inačicu romana, no ipak se odlučio za mini-seriju jer smatra da će se tako bolje prikazati priču.

## Uvod
Priča je smještena u alternativnu povijesnu inačicu Napoleonskih ratova, u kojoj zmajevi ne samo da postoje, nego se koriste radi zračnog ratovanja u Aziji i Europi. Zmajevi su prikazani kao svjesni i inteligentni, sposobni razmišljati logično i govoriti ljudskim jezikom. Serijal se primarno bavi događajima u vezi Temerairea (zmaja iz naslova) i njegovog kapetana, Willa Laurencea. Prva knjiga se bavi time kako Laurence, kapetan u Ratnoj mornarici, postane Temeraireov letač, i njihovu pripremu za borbu protiv Napoleonovih zračnih postrojbi.

## Radnja
Brod britanske ratne mornarice Reliant zarobljava francuski brod Amitie. Kapetan Relianta, William ‘Will’ Laurence doznaje da francuski brod prevozi zmajsko jaje koje će se ubrzo izleći. Kad se zmaj izlegne, izabere Laurencea za svog kapetana, koji zmaja nazove Temeraire, prema brodu kojeg se sjetio. Laurence je isprva nesretan jer je izgubio karijeru kao pomorac, jer letači žive izvan društva, za dobrobit zmajeva, no dok Reliant stigne na Madeiru, Laurence se sprijatelji s Temeraireom. Na otoku, Temerairea identificira Sir Edward Howe, stručnjak u pasminama zmajeva, kao kineskog carskog zmaja, što je veliki šok, jer ne samo da su Kinezi poznati po uzgajanju zmajeva, nego carski zmaj nikad nije viđen izvan Kine.
Članovi britanskih zračnih snaga pokušaju zamijeniti Laurencea iskusnim jahačem, za zmajevu dobrobit, no Temeraire ga odbije, na što je Laurence ipak zadovoljan. Zatim su on i Temeraire poslani u Loch Laggan, u Škotsku, gdje se zmajevi treniraju. Na putu Laurence posjeti obitelj u Nottinghamshireu, gdje mu otac, Lord Allendale, kaže da više ne dolazi, kako ne bi prihvaćali neželjenu pozornost, a njegova prijateljica iz djetinjstva, Edith Galman, s kojom je u budućnosti planirao vezu, kaže mu kako ne može imati vezu s njim, s obzirom na to da je sad jahač, što Laurence shvaća. Laurence i Temeraire nastavljaju put prema Lochu Lagganu, gdje počinju s treningom, a Laurence se počinje upoznavati s ostalim letačima. Šokira se kada sazna da se u zračnim snagama bore i žene, što je u to doba bilo skandalozno, jer zmajevi dugokrilci, najubojitiji zmajevi koji pljuju kiselinu, primaju samo kapetanice.
Laurence je isprva otuđen, te se sprijatelji s Jeremyjem Rankinom, a ima poteškoća s Johnom Granbyjem, koji je služio s poručnikom kojeg je Temeraire odbio na Madeiri. Zbog toga, Granby se počne ponašati vrlo drsko i oslovljava Laurenca s prenaglašenim: „Gospodine!“, no nakon što se Laurence dokaže kad spasi zmaja Victoriatusa, oni postanu dobri prijatelji i Laurence izabere Granbyja za prvog časnika. Kako vrijeme prolazi, Temeraire dosegne zrelost i izgled mu se promijeni na način da dobije grivu i male brčiće. Nastavlja trenirati uz Maximusa, kraljevskog brončanog zmaja, koji lete u formaciji s dugokrilkom Lily, te postanu prijatelji. Laurence se sprijatelji i s njihovim letačima: kapetanom Berkleyjem i kapetanicom Catherine Harcourt.
Oboje jako vole svoje zmajeve, poput svakog letača, s iznimkom Jeremyja Ranikna, što Laurence tek kasnije dozna, koji svog zmaja, Levitasa, smatra samo životinjom koja govori i ignorira ga do točke zlostavljanja. Medutim, s obzirom na to da samo zmaj može odlučiti hoće li napustiti letača, a Levitas jako cijeni i najmanje znake pažnje, koji su kod Rankina vrlo oskudni, ako ne i nepostojeći, ništa se ne može učiniti. Laurence shvati da su ga letači izbjegavali jer se prvotno družio s Rankinom. Jednog dana, Jean-Paul Choiseul, francuski rojalist koji je pobjegao tijekom francuske revolucije, se pridruži njihovoj formaciji. Nedugo potom, letači su obaviješteni da su prebačeni u bazu u Doveru kako bi pomogli u ratu.
Početne borbe samo tjeraju francuze, a Triumphalis, francuski zmaj, brutalno ozlijedi Lily. U brizi za ranjenu zmajicu, Harcourt se toliko iscrpi da joj Choiseul mora pomoći kako bi se odmorila. Laurence upozna i s vremenom započne vezu s Jane Roland, visokopozicioniranom časnicom na Excidiumu, i majkom Emily Roland, mladom curom koja je članica Temerairove posade. Čuvši zvuk borbe s Lilyne livade jednu noć, Laurence pode istražiti i otkrije kako Choiseul pokušava oteti Harcourt. Izbije kratka tučnjava i Choiseul je uhicen i odveden, gdje se otkrije da je francuski špijun poslan da otme Temeraireovo jaje, koje je bilo namijenjeno samom Napoleonu.
Choiseul je smaknut zbog izdaje, a njegov zmaj, Praecursoris, poslan na uzgajalište na Newfoundlandu, no Temeraire, Maximus i Lily su tužni zbog zmaja i u strahu zbog vlastitih letača, pa isplaniraju da će si međusobno pomoći, u slučaju da njihovi letači ikad budu osuđeni na smrt. Vijesti o pobjedi kod Trafalgara stignu u bazu, a Rankin dođe s hitnom porukom: Napoleon planira još jedan napad, u kojem će zmajevi nositi drvene transporte prepune vojnika direktno preko La Manchea u Englesku. Iako je vijest pomogla Britaniji, stigla je pod cijenu Levitasa, koji umire.
Kad to otkrije, Laurence u bijesu odvuče Rankina, koji se zabavljao, pio i kartao, i prisili ga da kaže par lijepih rijeci dok zmaj izdahne. Laurence tada čuje kako će se novo jaje izleći u Loch Lagganu i kako bi spriječio da jaje bude dodijeljeno Rankinu, Laurence preporuči svog zapovjednika posade za zmajsku ormu, Hollina, koji je potajno brinuo za Levitasa dok Rankina nije bilo. Napoleonova invazija počne i francuski zmajevi počnu potiskivati britanske, dok transporti slete i vojnici počnu s napadom. Temeraire i Laurence shvate da nemaju nade za pobjedom, no odlučni su da se trude dok se bitka ne okonča. 
Temeraire se sprema napasti transport i zariče prema njemu. Rik je jaci od ičega sto je Laurence ikada čuo, a drveni transportni brod „(se) raspadao kao pod udarom punog plotuna. Lagano drvo pucalo je dajući zvuk sličan puščanoj paljbi, a ljudi i topovi padali su u uskomešane valove daleko pod njima, u podnožju litica.“ Ovo iznenadi Laurencea i Temerairea, te britanci uspiju potisnuti francuze i natjerati ih na povlačenje.
Tijekom proslave pobjede, Laurence naleti na Sira Edwarda Howea, koji je čuo o neobičnom Temeraireovom napadu u bitci i kaže Laurencu da je pogrešno identificirao vrstu, jer je Temerairea vidio prije no što je zmaj dosegao zrelost; Temeraire je nebeski zmaj, najvrednija kineska vrsta zmaja koji su obično rezervirani za careve, a imaju sposobnost zvanu „božanski vjetar“, koja im omogućava da sruše neprijatelje snagom svoje rike. Howe upozori Laurencea da kad se vijest proširi, kinezi će vjerojatno pokušati ponovno uzeti Temerairea, no Laurence i Temeraire se ne zabrinjavaju i vrate se proslavi pobjede.